# Libertà (Milva)
Libertà è un concept-album della cantante italiana Milva, pubblicato nel 1975 dalla Dischi Ricordi.

## Descrizione
Nel 1975 Milva, dopo un periodo molto intenso dedicato al teatro e alla canzone brechtiana, torna ad incidere un repertorio di forte impegno politico, riprendendo dopo dieci anni di distanza, il discorso intrapreso da Canti della libertà, un album di canzoni militanti dedicate alla resistenza inciso nel 1965. 
Come recita il sottotitolo Canti della libertà di tutto il mondo arrangiati e diretti da Gino Negri, il disco si avvale della collaborazione di Gino Negri, compositore, critico musicale, attore e conduttore televisivo, che tradusse e curò la versione ritmica di diversi libretti di teatro musicale, fra i quali L'opera da tre soldi di Kurt Weill e Die Fledermaus di Johann Strauss. 
L'album contiene forse tra i repertori più eclettici e prestigiosi mai incisi dalla cantante, dalla musica classica, alla canzone militare, fino al folk popolare italiano e alla canzone di protesta russa e sudamericana. 
Il disco si apre con Viva la libertà, un adattamento di un'aria di Wolfgang Amadeus Mozart su testo del poeta veneto del '700 Lorenzo Da Ponte, riadattato da Negri. Il brano Memento da Opera Poetica, si avvale della traduzione del poeta ermetico Carlo Bo di una poesia di Federico García Lorca. Vengono inoltre adattati brani di Claudio Iturra, Sergio Ortega, Rubén Lena e Lev Knipper.
La cucaracha/Simon Bolivar fu estratto come unico singolo a 45 giri dell'album per il mercato italiano.
Anche in questo caso l'album ottenne un'ampia distribuzione internazionale in paesi quali Spagna, Germania e Giappone.
Anche in Spagna e Sud America e Giappone fu distribuita la versione italiana con il titolo Cantos a la libertad de todo el mundo. 
Nel 1995 l'album fu ristampato per la prima volta in CD solo per il mercato tedesco con il titolo Libertà.

## Edizioni
L'album fu pubblicato in Italia in LP ed MC dalla Dischi Ricordi, con numero di catalogo SMRL 6172. La prima edizione italiana in CD è del 1999, sempre su etichetta BMG Ricordi con numero di catalogo 74321664032, sebbene come già detto, esistesse già una versione per il mercato tedesco del 1995.
L'album è stato pubblicato anche per il download digitale e per le piattaforme streaming.

## Tracce
1. Viva la libertà – (Gino Negri, Lorenzo Da Ponte, W. A. Mozart)
2. Memento Da "Opera Poetica"– (Federico Garcia Lorca tradotto da Carlo Bo - G. Negri)
3. Horst Wessel Lied - (Horst Wessel)
4. 25 Aprile 1945 - Luigi Lunari (testo)- Lino Patruno (musica)[3]
5. Per i morti di Reggio Emilia (Fausto Amodei)
6. Nell'attimo breve (Nichi Stefi - Gino Negri)
7. Quaggiù in filanda (Tradizionale arr. Gino Negri)
8. La cucaracha - (AA.VV.)
9. Los Cuatro Generales - (tradizionale)
10. Venceremos - (Sergio Ortega, Claudio Iturra, Víctor Jara)
11. Simon Bolivar - (Rubén Lena, Isidro Contreras)
12. Lungo la strada (Poljuško Pole) - (Lev Knipper, Viktor Gusev)